# Єрмоленко Руслан Миколайович
Руслан Миколайович Єрмоленко (*18 жовтня 1983) — колишній український футболіст, півзахисник, український футбольний суддя.
2003 року викликався до молодіжної збірної України, у складі якої виходив на поле у двох матчах.

## Досягнення
«Динамо-3»:
 Срібний призер Другої ліги України (група А) (1): 1997/98.
 «Динамо-2»:
 Переможець Першої ліги України (3): 1998/99, 1999/00, 2000/01.

 «Металіст»:
 Срібний призер Першої ліги України (1): 2003/04.

 «Арсенал-Київ»:
 Чемпіон Києва (1): 2014;

 Володар Кубка Києва (1): 2014.